# Bockshorn
Bockshorn è un film del 1984 diretto da Frank Beyer e tratto dall'omonimo romanzo di Christoph Meckel.

## Trama
Due adolescenti, Sauly e Mick, si conoscono mentre fanno l'autostop e proseguono il viaggio insieme. Entrambi vogliono raggiungere l'oceano, che dista qualche migliaio di chilometri. Dopo aver ottenuto un passaggio dall'autista di un vecchio camion, i due si fermano per la notte in un motel dove un uomo di nome Landolfi tenta di spaventare Sauly dicendogli che ha venduto il suo angelo custode ad un certo Miller della città di Prince. Il proprietario del bar del motel chiude a chiave i due ragazzi nel locale e promette loro una sontuosa colazione per il mattino successivo ma i due sentendosi a disagio scappano dalla finestra.
Durante il loro viaggio, Sauly si ammala. Mick, caricandoselo sulle spalle, riesce a portarlo fino ad una fattoria solitaria dove Sauly riceverà cure mediche. Per pagare le fatture del dottore, Mick inizia a lavorare nella fattoria. Appena Sauly guarisce i due riprendono il loro viaggio. Convinto di essersi ammalato perché non ha più un angelo custode, Sauly vuole recarsi a Prince alla ricerca di Miller. Una volta giunti nella città i due scoprono che lì quasi tutti si chiamano Miller e reagiscono in modo molto cupo alla domanda sull'angelo custode.
Lasciata la città di Prince i due si dirigono verso Botango e lungo la strada conoscono Krogh, che viaggia solo a piedi, ma dal quale presto si separano. Giunti finalmente al mare, Sauly e Mick si fanno un bagno ignorando di trovarsi su una proprietà privata. Il proprietario offre loro uno spuntino, ma poi i due si rimettono di nuovo in viaggio. Dopo aver trascorso del tempo con un gruppo di adolescenti che stanno occupando una casa sulla spiaggia, i due incontrano per caso di nuovo Landolfi e Sauly gli dice di rivolere indietro il suo angelo custode. Landolfi non riconosce il ragazzo a cui ha fatto lo scherzo e tra i due ha inizio una colluttazione, nel corso della quale Sauly sbatte la testa contro una pietra e perde i sensi. Landolfi non gli presta alcun soccorso e scappa via. Mick porta Sauly in una casa di legno e cerca di accudirlo finché non si rende conto che il suo amico è morto. Invece di un funerale, il ragazzo sceglie di cremare Sauly appiccando il fuoco alla casa di legno ed osserva le fiamme da lontano.